# Pachydota peruviana
Pachydota peruviana är en fjärilsart som beskrevs av Rothschild 1909. Pachydota peruviana ingår i släktet Pachydota och familjen björnspinnare. Inga underarter finns listade i Catalogue of Life.